# Odontomachus nigriceps
Odontomachus nigriceps är en myrart som beskrevs av Smith 1860. Odontomachus nigriceps ingår i släktet Odontomachus och familjen myror. Inga underarter finns listade i Catalogue of Life.